# Sven Vanthourenhout
Sven Vanthourenhout (* 14. Januar 1981 in Beernem) ist ein ehemaliger belgischer Radrennfahrer. Nach seiner Karriere als Aktiver wurde er belgischer Nationaltrainer und Sportlicher Leiter.

## Karriere
Vanthourenhout erzielte als Aktiver seine größten Erfolge im Cyclocross. Er gewann in der Saison 2000/2001 die belgische U23-Meisterschaft und wurde danach auch Cyclocross-Weltmeister in seiner Klasse. Bei den Weltmeisterschaften der Elite wurde er 2004 und 2005 jeweils Dritter. Er gewann zwei Läufe der Rennserie Superprestige und einen Lauf des Cyclocross-Weltcups und konnte in der Weltcup-Gesamtwertung 2004/2005 den zweiten Rang belegen.
Auf der Straße war Vanthourenhout von 2001 bis 2013 Mitglied internationaler Radsportteams, konnte aber keine bedeutenden Platzierungen belegen.
Nach dem Ende seiner Laufbahn als Radrennfahrer wurde Vanthourenhout zunächst 2016 Sportlicher Leiter beim UCI Continental Team Telenet-Fidea im Jahr 2017 belgischer Cyclocross-Nationaltrainer und übernahm dieselbe Funktion 2020 im Straßenradsport. In dieser Funktion war er an den Weltmeistertiteln von Remco Evenepoel im Straßenrennen 2022, den Titeln im Einzelzeitfahren 2023 und 2024 sowie seinem Doppelolympiasieg 2024 beteiligt. Im August 2025 übernahm Vanthourenhout die sportliche Leitung des UCI WorldTeams Red Bull-Bora-hansgrohe.

## Familie
Sven Vanthourenhout ist der Vetter von Dieter Vanthourenhout, der ebenfalls Radrennfahrer ist.

## Erfolge
2000/2001
- Belgischer U23-Crossmeister
- U23-Crossweltmeister

2003/2004
- Superprestige Harnes

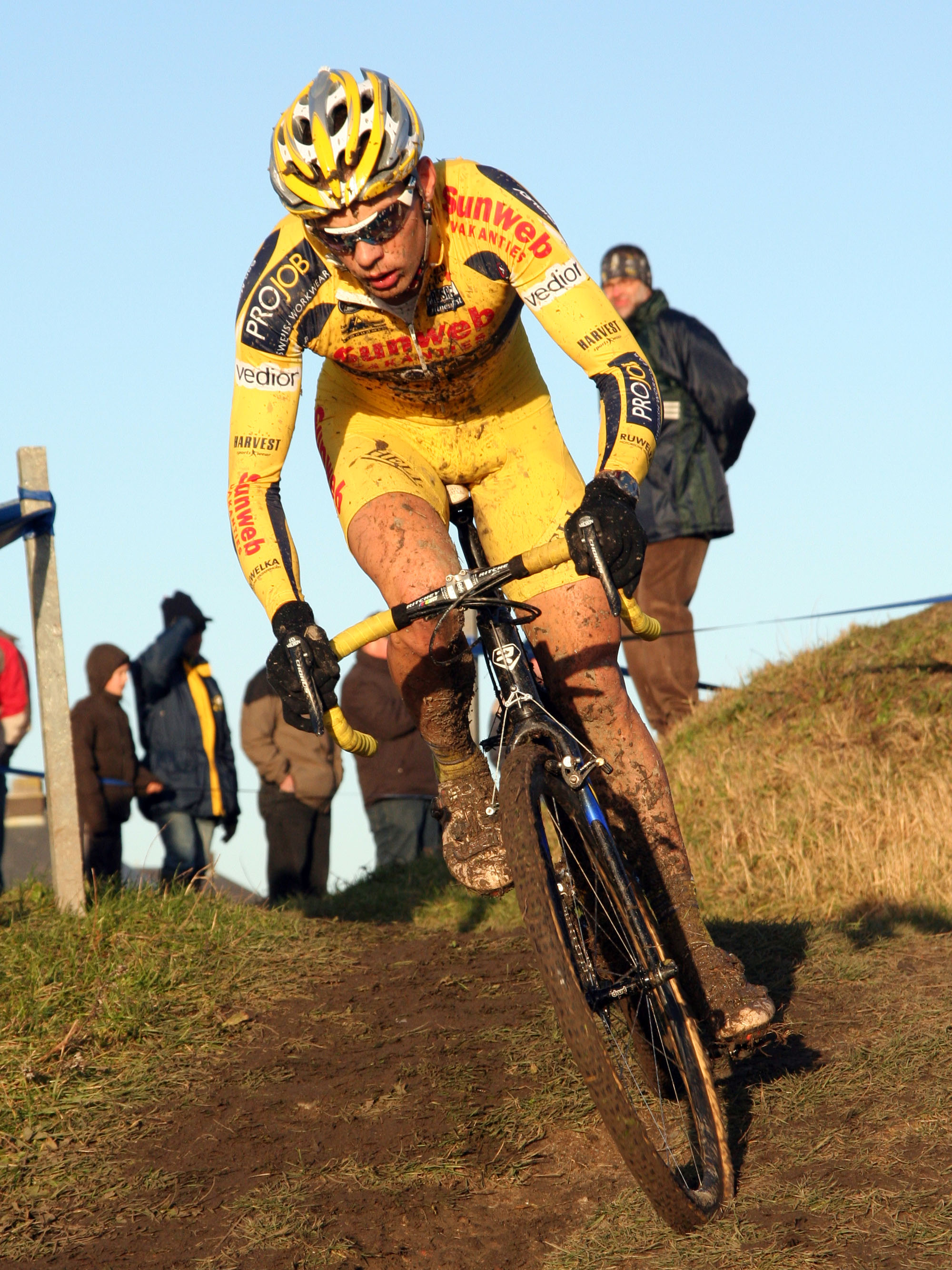
Sven Vanthourenhout beim Noordzeecross 2007 in Middelkerke

- Cyclocross-Weltmeisterschaften

2004/2005
- Superprestige Hamme-Zogge
- UCI-Weltcup, Aigle
- Cyclocross-Weltmeisterschaften

2009/2010
- Asteasu Ziklo-Krossa Saria, Asteasu

2011/2012
- Parkcross Maldegem, Maldegem